# Parque Nacional Porto Charming
Parque Nacional Porto Charming, ou Tarkhanhut NP' (em ucraniano:  Національний природний парк «Чарівна гавань», em russo:  Природный парк «Тарханкутский») abrange um sector costeiro da Península de Tarkhankut (ela próprio parte da península da Crimeia) no Mar Negro. O parque protege e exibe a paisagem das estepes à medida que desce ao litoral em um ambiente semi-árido e com acentuados penhascos e formações rochosas. O parque fica no distrito administrativo de Chornomorske Raion.